# Abrıx
Abrıx è un comune dell'Azerbaigian situato nel distretto di Qəbələ. Conta una popolazione di 620 abitanti.